# Rygcenter
Et rygcenter er betegnelsen for en behandlinginstitution med tværfagligt fokus på udredning og effektiv behandling af diverse rygsygdomme. På et rygcenter er der typisk ansat fysioterapeuter, kiropraktorer og læger med specialviden om ryglidelser – ofte også sygeplejersker og andet plejepersonale, der samarbejder om den mest optimale partientbehandling. Behandlingen foregår efter henvisning fra primærsektoren, i reglen ambulant, og på de mest veletablerede rygcentre under hyppig anvendelse af MR-scanning.
Idéen om tværfaglige rygcentre opstod i Danmark i starten af 1990'erne efter at rygpatienter i mange år havde døjet med den træghed, der hidtil kendetegnede behandlingssystemet. Århus Kommunehospital var et af de første, der gjorde erfaringer med den tværfaglige, ambulante behandling af rygpatienter, og resultaterne var så positive, af mange efterfølgende fulgte efter. I dag finder der omkring 20 rygcentre i Danmark, offentlige såvel som private. Blandt de mest anerkendte kan nævnes Rygcenter Syddanmark i Middelfart.